# Miłosz J. Jaguszewski
Miłosz Jarosław Jaguszewski (ur. 1982 w Toruniu) – polski kardiolog, nauczyciel akademicki, profesor nauk medycznych Gdańskiego Uniwersytetu Medycznego. Prezes Klubu 30 Polskiego Towarzystwa Kardiologicznego (PTK) w kadencji 2019–2021.
W 2001 Jaguszewski ukończył IV Liceum Ogólnokształcące w Toruniu. Jest absolwentem Gdańskiego Uniwersytetu Medycznego (2007). W latach 2008–2010 był nauczycielem akademickim zatrudnionym w I Katedrze i Klinice Kardiologii GUMed. Przebywał na stażach naukowych w Klinice Kardiologii Uniwersyteckiego Centrum Chorób Serca Uniwersyteckiego Szpitala w Zurychu oraz w Klinice Kardiologii Szpitala Uniwersyteckiego w Berlinie (Campus Benjamin Franklin) (2010–2014). Od 2014 pracuje w Pracowni Hemodynamicznej I Kliniki Kardiologii Uniwersyteckiego Centrum Klinicznego Gdańskiego Uniwersytetu Medycznego.
Jego podstawowe zainteresowania kliniczne i naukowe to: przezskórne zabiegi wewnątrznaczyniowe z zastosowaniem nowoczesnych metod interwencyjnych, przezskórne rekanalizacje przewlekłych zamknięć naczyń wieńcowych, dowieńcowe platformy bioresorbowalne, obrazowanie wewnątrznaczyniowe (IVUS, OCT), denerwacja tętnic nerkowych i kardiomiopatia Takotsubo.
Jest członkiem Rady Młodych Naukowców Ministerstwa Nauki i Szkolnictwa Wyższego IV i V kadencji, członkiem Europejskiego Towarzystwa Kardiologicznego (ang. European Society of Cardiology, ESC) i Amerykańskiego Towarzystwa Kardiologicznego (ang. American Heart Association, AHA). Od 2020 jest dyrektorem naukowym (chief scientific officer) w Polskiej Grupie Farmaceutycznej S.A.
Jest redaktorem naczelnym (editor-in-chief) czasopisma „Cardiology Journal”. Autor ponad 270 publikacji naukowych, IF >1400, i-H 31/29 (Scopus, Web of Science, Publons).
Kierownik i badacz projektów naukowych finansowanych ze źródeł zewnętrznych. Autor programu stypendialnego Specialized Research Fellowship (SRF) dla młodych kardiologów z Polski przyznawanego przez zarząd Klubu 30 PTK. Inicjator i kierownik autorskiego przedmiotu Od pomysłu do publikacji dla studentów i doktorantów Gdańskiego Uniwersytetu Medycznego.
W 2020 roku uzyskał tytuł profesora nauk medycznych i nauk o zdrowiu.

## Nagrody i wyróżnienia
Jest dwukrotnym stypendystą Europejskiego Towarzystwa Kardiologicznego (ESC). W 2018 zwyciężył w konkursie Supertalenty w Medycynie, plebiscycie promującym liderów młodego pokolenia lekarzy organizowanym przez redakcję Pulsu Medycyny. W 2019 otrzymał nagrodę Kapituły Prezesów Polskiego Towarzystwa Kardiologicznego (PTK) – najważniejsze wyróżnienie PTK. Laureat Listy Stu w 2018 r. (sto najbardziej wpływowych osób w polskiej medycynie, 44 miejsce).